# Creusy
Ancienne commune du Loiret, la commune de Creuzy (aussi écrit Creusy) a été supprimée le 1er janvier 1965. Le territoire de cette ancienne commune a été partagé entre Chevilly et Sougy. De nos jours, le hameau même de Creusy se situe à l'ouest de La Croix-Briquet et fait partie du territoire communal de Chevilly.

## Géographie
Creusy était une commune de la Beauce orléanaise. Chameul, Chevaux, Beaugency-le-Cuit et Lisle étaient des hameaux de la commune.
| Lisle                    | Auvilliers (Artenay) |                             |
| Sougy, Beaugency-le-Cuit | Creuzy               | La-Croix-Briquet (Chevilly) |
| Chevaux, Chameul         | Andeglou (Chevilly)  |                             |

## Toponymie
- Crusiaco
- Creuzy et Chevaulx (1535)[1]
- La commune est nommée Creuzy en 1535, 1556, Creuzy sur la carte de Cassini en 1759, Creusi en 1793, Creusy en 1801, Creusy et Creuzy sur la carte d'état major de 1837, puis évoquée comme Creuzy par l'IGN.

## Histoire
Des traces d'occupation préhistoriques ont été découvertes sur le territoire de Creuzy : sur le site de la Pièce de Chameul, une ferme est occupée de la Tène ancienne à la Tène finale (la Tène B2/C1 et C2/D1). Le site de la Pièce de Chameul regroupe, dans une zone de fouille de près de 4 hectares, un habitat rural aristocratique gaulois et une nécropole de près de 40 tombes à inhumation et à incinération (IIIe-Ier s. avant notre ère).
Le village est au bord de la voie romaine d'Orléans à Chartres.
Lumeau et Creuzy sont les deux seules paroisses de Beauce qui dépendent de la justice du chapitre de la collégiale de Saint-Pierre-des-Hommes d'Orléans (ou collégiale Saint-Pierre-Empont).
L'église de Saint Pierre de Creuzy est dédiée le 1er décembre 1556 par Étienne de Paris, dominicain originaire d'Orléans et nommé vicaire général en 1552 par Jean de Morvillier, évêque d'Orléans, et le lendemain une action similaire a lieu pour « les églises de saint Victor d'Arthenay et de saint Leu & saint Gilles de Lumeau ».
Au soir de la bataille de Loigny-Lumeau-Poupry, le 2 décembre 1870, le 15e corps d'armée française se replie sur la ligne Chevilly-Creuzy-Artenay-Villereau. »

## Personnalités liées à la commune
Lieu-dit Ferme des Francs (Creusy)
- Hervé Laurens l'ainé, échevin d'Orléans en 1392
- Hervé Laurens, seigneur des Francs au XVe siècle, lieutenant-général du gouvernement d'Orléans en 1430
- Nicolas Colas (ultérieurement nommé Nicolas Colas des Francs), marié en 1450 à Marguerite Laurens, bourgeois échevin d’Orléans[3]

## Administration
La mairie était située au village de La Croix-Briquet, sur l'ancienne RN20.

## Démographie
Comme toute commune, Creusy a été recensée, jusqu'à sa disparition en 1965.
| 1793 | 1800 | 1806 | 1821 | 1831 | 1836 | 1841 | 1846 | 1851 |
| ---- | ---- | ---- | ---- | ---- | ---- | ---- | ---- | ---- |
| 250  | 242  | 248  | 245  | 254  | 286  | 253  | 265  | 280  |

| 1856 | 1861 | 1866 | 1872 | 1876 | 1881 | 1886 | 1891 | 1896 |
| ---- | ---- | ---- | ---- | ---- | ---- | ---- | ---- | ---- |
| 265  | 276  | 280  | 251  | 267  | 235  | 218  | 221  | 223  |

| 1901 | 1906 | 1911 | 1921 | 1926 | 1931 | 1936 | 1946 | 1954 |
| ---- | ---- | ---- | ---- | ---- | ---- | ---- | ---- | ---- |
| 250  | 242  | 240  | 193  | 198  | 186  | 158  | 227  | 226  |

| 1962 | - | - | - | - | - | - | - | - |
| ---- | - | - | - | - | - | - | - | - |
| 190  | - | - | - | - | - | - | - | - |